# Novoșandrivka, Iuriivka
Novoșandrivka (în ucraineană Новошандрівка) este un sat în comuna Șandrivka din raionul Iuriivka, regiunea Dnipropetrovsk, Ucraina.

## Demografie
Componența lingvistică a localității Novoșandrivka
     Ucraineană (88,17%)
     Rusă (11,83%)
Conform recensământului din 2001, majoritatea populației localității Novoșandrivka era vorbitoare de ucraineană (88,17%), existând în minoritate și vorbitori de rusă (11,83%).